# Seznam ameriških letalcev
Seznam ameriških letalcev.

## A
Ben Abruzzo - Bert Acosta - bratje Adamowicz - Michael J. Adams - James C. Adamson - Buzz Aldrin - Michael P. Anderson - Frank Maxwell Andrews - Neil Armstrong - Henry H. Arnold - 

## B
Addison Baker - Pancho Barnes - Lincoln Beachey - Floyd Bennett - Hiram Bingham III. - Marta Bohn-Meyer - Neal Boortz - Arthur L. Bristol - Walter Richard Brookins - David M. Brown - Robert Buck (letalec) - Milo Burcham - George W. Bush - Richard E. Byrd - 

## C
Claire Chennault - Jackie Cochran - Bessie Coleman - Gordon Cooper - Merian Caldwell Cooper - Douglas Corrigan - Laurence Craigie - Glenn Curtiss -

## D
Brian Donlevy - Jimmy Doolittle - Michael Dorn - 

## E
Amelia Earhart - Richard E. Ellsworth - 

## F
Mary Feik - Billy Fiske - Harrison Ford - Joe Foss - Benjamin Foulois - Morgan Freeman - 

## G
Brice Goldsborough - Frank Goldsborough - Frank Gorenc - Stanley Gorenc - Frances Wilson Grayson - 

## H
Fred Haise - Frank Hawks - Alan R Hawley - Walter Hinton - Bob Hoover - Nancy Hopkins - Howard Hughes - Robert Kingsbury Huntington - Rick D. Husband - 

## I
Laura Ingalls (letalka) - 

## K
Joseph Kittinger - George (Jurij) Kraigher

## L
Samuel Pierpont Langley - Charles Lindbergh - Ormer Locklear - Nancy Harkness Love - Jim Lovell - Raoul Lufbery - 

## M
Paul Mantz - Frederick Marriott - Glenn L. Martin - Ken Mattingly - Lois McCallin - C. Wade McClusky - Joseph C. McConnell mlajši - William C. McCool - Ashley C. McKinley - Ewell Ross McCright - Mike Melvill - Billy Mitchell - Marc Mitscher - Jerrie Mock - John Moisant - Matilde Moisant - John J. Montgomery - Ed Musick -

## N
Fred Noonan - Blanche Noyes - 

## O
Miles O'Brien (novinar) - Edward O'Hare - Susan Oliver - 

## P
Philip Orin Parmelee - Wiley Post - Jack Purvis - 

## Q
Harriet Quimby - 

## R
Bessica Medlar Raiche - Albert Cushing Read - Eddie Rickenbacker - Calbraith Perry Rodgers - Jerry L. Ross - Russel Merrill - Burt Rutan - Dick Rutan - 

## S
Eddie August Schneider - Blanche Stuart Scott - Carl Spaatz - James Stewart (igralec) - James Stockdale - Elmer F. Stone - Jack Swigert - Jake Swirbul - 

## T
Frank Tallman - Donald Taylor (letalec) - John Thach - Louise Thaden - Hugh Thompson mlajši - John Travolta - 

## U
Donald W. Usher - 

## W
Patty Wagstaff - Waldo Waterman - Thomas J. Watson mlajši - George Welch - bratje Wright - 

## Y
Chuck Yeager - Jeana Yeager - 

## Z
Fred Zinn - 